# Holga

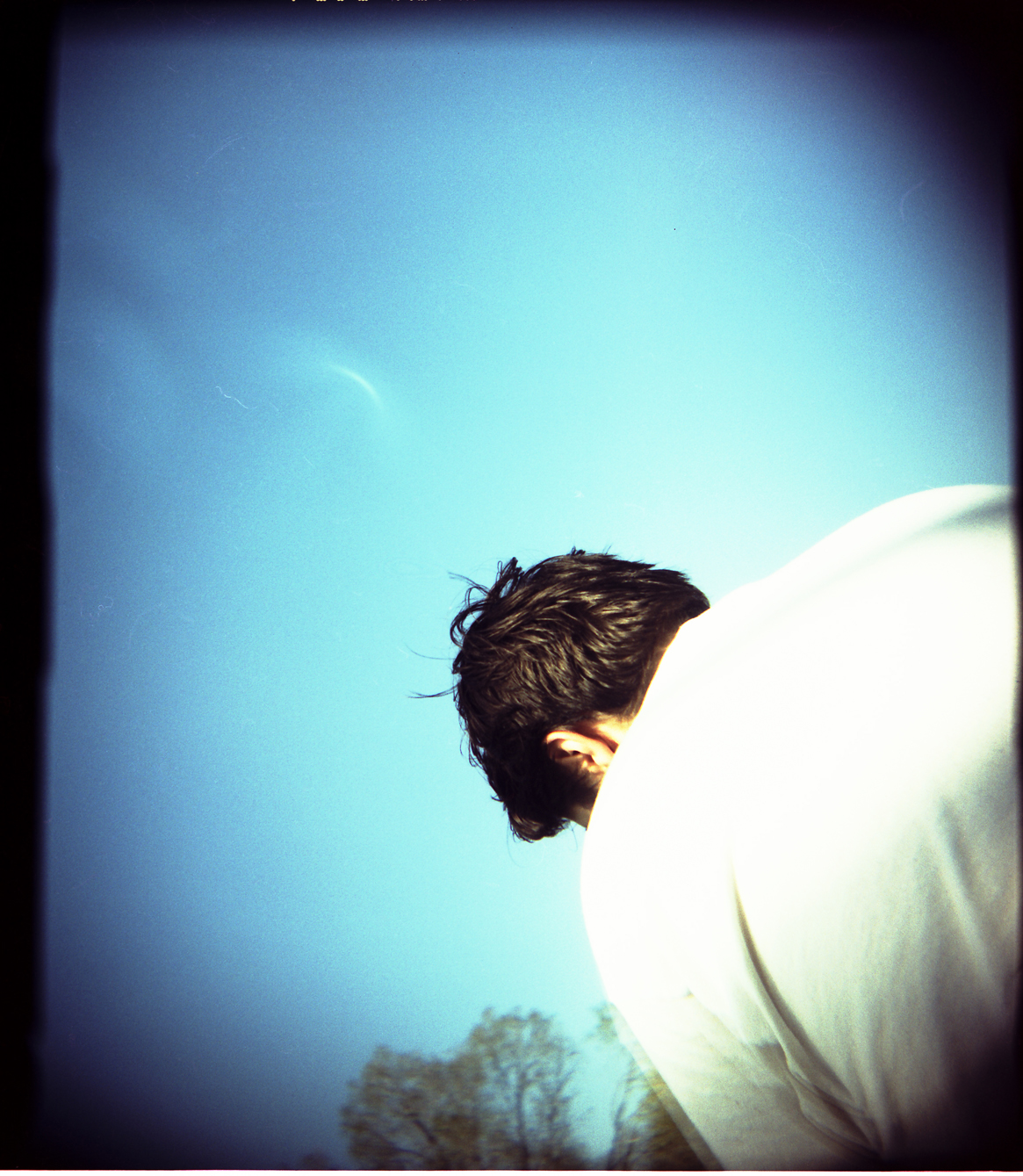
Een Holgafoto met de karakteristieke vignettering

De Holga is een kunststof, analoge middenformaatcamera met een kunststof objectief.
De Holga werd begin jaren tachtig geïntroduceerd. Het moest een volkscamera zijn en daarom betaalbaar en geschikt voor de op dat moment gangbare 120 film.
Holga heeft verschillende uitvoeringen voor de middenformaatfilm geschikt voor de zogeheten 120 film, maar ook voor de standaard 35mm-kleinbeeldfilm.
In 2015 werd de productie van Holga-camera's gestaakt maar een paar jaar later hervat.

## Specificaties Holga 120N
| Materiaal          | plastic                                                              |
| Statiefaansluiting | ja (van koper)                                                       |
| Flitsschoen        | ja                                                                   |
| Filmformaat        | 6×6 (12 opnamen) of 6×4,5 (16 opnamen)                               |
| Brandpuntafstand   | 60 mm                                                                |
| Diafragma          | {\displaystyle f/}8                                                  |
| Scherpstelling     | vier instellingen, van dichtbij tot oneindig                         |
| Sluitertijd        | 1/100 s (stand N voor normal) of onbepaalde tijd (stand B voor bulb) |

1. ↑  Op latere modellen instelbaar op {\displaystyle f/}8 of {\displaystyle f/}11, aangegeven met resp. de symbolen: bewolkt of zonnig.
2. ↑  Aangegeven met de symbolen: persoon, kleine groep, grote groep, bergen.
3. ↑  Zolang de ontspanknop ingedrukt wordt